# Fly (rijeka)
Fly je najveća rijeka na otoku Nova Gvineja duga 1 100 km,koja teče gotovo u potpunosti kroz Papuu Novu Gvineju.
Rijeka je dobila ime po brodu Fly s kojim je kapetan F.P. Blackwood, istraživao ušće rijeke - 1842.

## Zemljopisne karakteristike
Fly izvire na obroncima planina Star, Kaban i Hindenburg koje su dio Masiva Victor Emanuel u sredini otoka. Od izvora teče prema jugu, a zatim prema jugoistoku do svog ušća u Papuanski zaljev u Koraljnom moru.
Jedan kratki dio svog srednjeg toka, stvara granicu između Papue Nove Gvineje na istoku i Indonezije na zapadu.
Nakon što prođe duboke klance po prašumama u svom gornjem toku, rijeka ulazi u ravnicu, tu joj se korito širi i produbljuje, tako da je ispod ušća rijeke Palmer, a to je nekih 850 km do mora - plovna. I to u svim godišnjim dobima, ali za brodove s gazom manjim od 2,4 m. U tom dijelu toka, teren je ravničarski, rijeka usporava svoj tok, korito rijeke omeđeno je zemljom koja liči na otvorenu savanu i močvarnim ravnicama s brojnim jezerima. 
Fly često plavi od listopada do travnja, tad zna nositi milijune tona sedimenta nizvodno, koje deponira u svom 64 km širokom estuarijskom ušću gdje gradi brojne pješčane otoke, od kojih su najveći; Kiwai, Wabuda i Purutu. Osim Flya velike količine sedimenata donose i ostale obližnje rijeke - tako da je tu izrasla ogromna ravnica koja graniči s Torresovim prolazom.
Fly sa svojim pritokama ima slijev velik oko 69 900 km², koji se proteže preko čitave zapadne polovice otoka.
Uz obale Flya leži nekoliko naselja, od kojih je najzačajnija luka Kiunga, udaljena oko 790 km od mora, važna za transport brodovima bakra i zlata koji se iskapaju u obližnjim Planinama Star.
Veliko ekološko razaranje u gornjem toku rijeke, uzrokovano ekstenzivnom rudarskom aktivnošću izvor je političke napetosti u tom području. Osim rudarstva, gotovo da nema nikakve druge privredne aktivnosti uz rijeku, osim nekoliko plantaža kokosa. Uz čitav tok rijeke živi vrlo malo autohtonog stanovništva. U rijeci i
žive brojni krokodili, koji se love bez ikakvih ograničenja.

## Vanjske poveznice
|  | Zajednički poslužitelj ima još gradiva o temi Fly (rijeka) |

- Fly River na portalu Encyclopædia Britannica (engl.)